# Филипини на Светском првенству у атлетици на отвореном 2011.
Филипини су учествовали на 13. Светском првенству у атлетици на отвореном 2011. одржаном у Тегу од 27. августа до 4. септембра дванаести пут. Репрезентацију Филипина представљала су 2 такмичара (1 мушкарац и 1 жена) који се такмичили у 2 дисциплине (1 мушка и 1 женска). ,
На овом првенству такмичари Филипина нису освојили ниједну медаљу нити су остварили неки резултат.

## Учесници
| Мушкарци: - Хенри Дагмил — Скок удаљ | Жене: - Марастела Торес — Скок удаљ |

## Резултати

### Мушкарци
| Атлетичар    | Дисциплина | Лични рекорд | Квалификације      | Квалификације      | Полуфинале | Полуфинале | Финале               | Финале               | Детаљи |
| Атлетичар    | Дисциплина | Лични рекорд | Резултат           | Место              | Резултат   | Место      | Резултат             | Место                | Детаљи |
| ------------ | ---------- | ------------ | ------------------ | ------------------ | ---------- | ---------- | -------------------- | -------------------- | ------ |
| Хенри Дагмил | Скок удаљ  | 7,99 НР      | Без исправог скока | Без исправог скока |            |            | Није се квалификовао | Није се квалификовао |        |

### Жене
| Атлетичарка     | Дисциплина | Лични рекорд | Квалификације | Квалификације | Полуфинале | Полуфинале | Финале                | Финале       | Детаљи |
| Атлетичарка     | Дисциплина | Лични рекорд | Резултат      | Место         | Резултат   | Место      | Резултат              | Место        | Детаљи |
| --------------- | ---------- | ------------ | ------------- | ------------- | ---------- | ---------- | --------------------- | ------------ | ------ |
| Марастела Торес | Скок удаљ  | 6,63         | 6,31          | 9. у гр. А    |            |            | Није се квалификовала | 20 / 33 (36) |        |